# 陳杰 (1967年)
陳杰（1967年—），生於上海，父母親分別為泰國歸僑及印尼歸僑，1973年隨父母移居香港。身兼遼寧省政協委員、香港第六屆選舉委員會委員、《藍莓日報》社長、香港著名網台《屈機TV》總監。
除媒體專業外，陳杰亦為香港航空界專業人士，曾成功開拓香港往返台中航線，打破本港當時國泰系航司在港台航線上的壟斷。
陳杰亦熱衷於教育事業，曾任台灣嘉義大學EMBA班口試委員、台灣靜宜大學旅遊觀光學系兼任副教授、香港伍倫貢學院的校外評審顧問等職務。

## 政治生涯
2011年，受邀成為遼寧省撫順市政協港澳委員。
2019年，陳杰曾參選荃灣南區議會選舉，參選口號：「你關心，我用心；同屬中產，與您並肩」，惜因特殊環境下得到1860票，只得30%得票率大敗。
2021年，自動當選香港航運交通界選委。
2023年，獲民政事務總署委任荃灣南分區委員會委員。
2023年，受邀為遼寧省政協委員。
2025年，獲民政事務總署委任荃灣南分區委員會主席。

## 著作
- 《咸魚也發夢》ISBN 9789881505835